# Карнушка
Карнушка е вид люлка, известна като изобретена в България.
Представлява съоръжение, което включва 2 вертикални колела, държани над земята от големи стойки. Съоръжението е снабдено с люлки, които при въртенето на колелата запазват хоризонтално положение. В люлките хората се возят за забавление.
Първи сведения за това колело дава английският пътешественик Питър Мънди, който описва видяното от него в Пловдив на 17 май 1620 г. П. Мънди прави рисунка на съоръжението, на която се вижда и въртележка, непозната дотогава в Европа. В много страни това колело, известно на английски като ferris wheel, е наричано също Bulgarian pleasure wheel (българско увеселително колело) или Bulgarian ride (български атракцион).
В Интернет страницата по повод откриването на гигантското колело в Лондон, наречено London eye (Лондонсо око), BBC помества рисунката на Питър Мънди, под която е написано A 'Bulgarian Eye' of 1620 („Българско око“ от 1620 г.)
За българската общественост фактът, че това колело е българско изобретение, става известен от интервюто, взето от българския изследовател Ненчо Кръстев и публикувано в брой 18 на списание „Лидер“ от 2005 г. Н. Кръстев предлага да се използва думата карнушка, заимствана от произведението „До Чикаго и назад“ на Алеко Константинов.
Ето как описва карнушката Алеко Констанинов:
И у нас по Великден правят карнушки, на които се въртят децата по за едно червено яйце, но те имат следната разлика с карнушката в Midway Plaisance: нашите карнушки са дървени, а тази в Чикаго е желязна; у нас, за да се въртиш, влизаш в едно сандъче – в Чикаго влизаш в един голям вагон, в който свободно насядват на столове 50 души; у нас на колелото са закачени десетина сандъчета; в Чикаго – петдесетина вагони; у нас карнушката е около 10 метра висока, в Чикаго – 100 метра, или колкото 3 минарета едно над друго; нашата карнушка се върти с помощта на 2 – 3 циганчета, в Чикаго – с помощта на грамадни сложни машини; у нас се плаща за въртение 1 червено яйце, в Чикаго – половина долар.